# Грибоедовская площадь
Грибое́довская пло́щадь — площадь в Басманном районе Центрального административного округа города Москвы. Расположена между площадью Мясницкие Ворота и Чистопрудным бульваром.

## Название
Площадь получила название 10 ноября 2020 года в честь Александра Сергеевича Грибоедова — русского дипломата, поэта и драматурга. Грибоедов бывал и жил у своего друга Степана Никитича Бегичева неподалёку от современной площади. В 1959 году здесь установлен памятник писателю и дипломату.

## Общественный транспорт

### Внеуличный транспорт

#### Станцииметро
- Чистые пруды
- Тургеневская
- Сретенский бульвар

### Наземный транспорт

#### Трамваи
- А:  Чистые пруды —  Новокузнецкая —  Павелецкая —  Пролетарская — Новоконная площадь
- 3:  Чистые пруды —  Новокузнецкая —  Павелецкая —  Тульская —  Верхние Котлы —  Нагатинская —  Чертановская
- 39:  Чистые пруды —  Новокузнецкая —  Павелецкая —  Тульская —  Ленинский проспект —  Университет

#### Автобусы
- с633:  Китай-город —  Лубянка —  Чистые пруды —  Сухаревская /  Красные Ворота —  Комсомольская —   Красносельская —  Сокольники
- н15:  Китай-город —  Лубянка —  Чистые пруды —   Комсомольская —  Красносельская —  Сокольники —  Преображенская площадь — Восточный вокзал